# Club Atlético Osasuna 2021-2022
Questa voce raccoglie le informazioni riguardanti il Club Atlético Osasuna nelle competizioni ufficiali della stagione 2021-2022.

## Maglie e sponsor
| Casa | Trasferta | Terza maglia |

Sponsor ufficiale: Verleal

Fornitore tecnico: Adidas

## Rosa
Aggiornata al 19 gennaio 2022.
| N. |                      | Ruolo | Calciatore      |
| -- | -------------------- | ----- | --------------- |
| 1  | Spagna (bandiera)    | P     | Sergio Herrera  |
| 2  | Spagna (bandiera)    | D     | Nacho Vidal     |
| 3  | Spagna (bandiera)    | D     | Juan Cruz       |
| 4  | Spagna (bandiera)    | D     | Unai García     |
| 5  | Spagna (bandiera)    | D     | David García    |
| 6  | Spagna (bandiera)    | C     | Oier (capitano) |
| 7  | Spagna (bandiera)    | C     | Jon Moncayola   |
| 8  | Serbia (bandiera)    | C     | Darko Brašanac  |
| 9  | Argentina (bandiera) | A     | Ezequiel Ávila  |
| 10 | Spagna (bandiera)    | C     | Roberto Torres  |
| 11 | Spagna (bandiera)    | A     | Kike Barja      |
| 13 | Spagna (bandiera)    | P     | Juan Pérez      |
| 14 | Spagna (bandiera)    | C     | Rubén García    |
| 15 | Angola (bandiera)    | D     | Jonás Ramalho   |

| N. |                    | Ruolo | Calciatore        |
| -- | ------------------ | ----- | ----------------- |
| 17 | Croazia (bandiera) | A     | Ante Budimir      |
| 18 | Spagna (bandiera)  | A     | Kike García       |
| 19 | Spagna (bandiera)  | A     | Javier Ontiveros  |
| 20 | Spagna (bandiera)  | A     | Iván Barbero      |
| 21 | Spagna (bandiera)  | D     | Iñigo Pérez       |
| 23 | Spagna (bandiera)  | D     | Aridane Hernández |
| 24 | Spagna (bandiera)  | C     | Lucas Torró       |
| 25 | Spagna (bandiera)  | A     | Moi Gómez         |
| 28 | Spagna (bandiera)  | C     | Javi Martínez     |
| 30 | Spagna (bandiera)  | P     | Aitor Fernández   |
| 31 | Spagna (bandiera)  | D     | Unai Dufur        |
| 32 | Spagna (bandiera)  | D     | Jesús Areso       |
| 39 | Spagna (bandiera)  | D     | Manu Sánchez      |